# ES-1001
ES-1001は東京大学宇宙航空研究所（後の宇宙科学研究所（ISAS））によって開発された液体水素/液体酸素を推進剤とする推力10トン級の上段用のロケットエンジンである。LE-5の開発に失敗した場合には10トン級エンジンをバックアップとして使用する予定であった。
日本の液体燃料ロケット開発は戦中の秋水に使用された特呂二号原動機の経験があったものの、改めて開発する必要があり、宇宙研を中心として上段ロケット用に適した液体水素/液体酸素を推進剤とする液体ロケットが開発された。当時、液体水素を推進剤とするロケットエンジンを開発していたのはアメリカ、フランス、ソビエト、中国、日本だけだった。
開発にあたり、宇宙開発事業団から10トン燃焼器(RE-5)と液水/液酸メイン弁、液水/液酸予冷弁の供与を受けた。
本機を搭載した実機が打ち上げられる事はなかったが、開発過程で得られた知見はES-702と共に後のLE-5シリーズをはじめとする日本の液水/液酸系推進系の開発に活用された。

## 概要
液体酸素（LOX）と液体水素（LH2）を推進剤とした実際に稼動した最初期のロケットエンジンである。
当初はミューロケットの第2段用エンジンとして1970年代から開発が始められた。
LE-5と同じ燃焼室を使用しており、両者間の構成要素での大きな違いはターボポンプである。

### LE-5との関係
ES-1001の燃焼器はRE-5は当時、宇宙開発事業団で開発中だったLE-5エンジン用に開発中だったものが供与された。

## 構造
エンジンの燃焼サイクルはガス発生器サイクルを採用し、ガス発生器で発生させた水素リッチな低温燃焼ガスを用いてターボポンプを駆動し、燃料を昇圧する。
駆動に用いられた燃焼ガスは排出される。
使用されるターボポンプTP-1002は"宇宙研方式"とされる他に類を見ない独創的な形式である。

## LE-5シリーズとの比較
|                             | ES-702             | ES-1001            | LE-5               | LE-5A                                               | LE-5B                                                 |
| --------------------------- | ------------------ | ------------------ | ------------------ | --------------------------------------------------- | ----------------------------------------------------- |
| 燃焼サイクル                | ガス発生器サイクル | ガス発生器サイクル | ガス発生器サイクル | エキスパンダブリードサイクル （ノズルエキスパンダ） | エキスパンダブリードサイクル （チャンバエキスパンダ） |
| 真空中推力                  | 68.6kN (7.0 tf)    | 98kN (10.0 tf)     | 102.9kN (10.5 tf)  | 121.5kN (12.4 tf)                                   | 137.2kN (14 tf)                                       |
| 混合比                      | 5.2                | 6.0                | 5.5                | 5                                                   | 5                                                     |
| 膨張比                      | 40                 | 40                 | 140                | 130                                                 | 110                                                   |
| 真空中比推力 s              | 425                | 425                | 450                | 452                                                 | 447                                                   |
| 燃焼圧力 MPa                | 2.45               | 3.51               | 3.65               | 3.98                                                | 3.58                                                  |
| LH2ターボポンプ回転数 min-1 | 41,000             | 46,310             | 50,000             | 51,000                                              | 52,000                                                |
| LOXターボポンプ回転数 min-1 | 16,680             | 21,080             | 16,000             | 17,000                                              | 18,000                                                |
| 全長 m                      |                    |                    | 2.68               | 2.69                                                | 2.79                                                  |
| 質量 kg                     | 255.8              | 259.4              | 255                | 248                                                 | 285                                                   |